# Lianne La Havas
Lianne La Havas, nata Lianne Charlotte Barnes (Londra, 23 agosto 1989), è una cantautrice e musicista inglese.

## Biografia
Nata a Londra da padre greco e madre giamaicana, inizia a cantare all'età di sette anni. La madre ha suonato con Jill Scott e Mary J. Blige, mentre il padre, anch'egli musicista, le ha insegnato il pianoforte e la chitarra. Frequenta per un certo periodo il College di Croydon. Il suo nome d'arte è scelto come adattamento derivato dal cognome greco di suo padre, Henry Vla Havas. Durante la sua frequentazione al College, conosce Allan Rose, con cui registra le prime demo. Successivamente l'amica Paloma Faith la chiama per cantare con lei ed anche per scrivere dei brani. Nel 2010 firma per la Warner Bros. Records.
Pubblica il primo EP Lost & Found nell'ottobre 2011, a cui collabora anche Willy Mason. Nello stesso periodo rilascia un EP live sul mercato digitale, intitolato Live From LA, e partecipa alla trasmissione della BBC Later... with Jools Holland. Successivamente supporta in tour il gruppo folk Bon Iver in Nord America.
Il singolo Lost & Found viene pubblicato nel Regno Unito nell'aprile 2012, mentre nel mese di luglio dello stesso anno viene diffuso l'album discografico di debutto della cantante, ossia Is Your Love Big Enough?, prodotto da Matt Hales. Nel settembre seguente canta a Manchester con Alicia Keys.
Alla fine del 2012, l'album viene nominato "Album dell'anno" per iTunes. Inoltre il disco raggiunge la posizione #4 della Official Albums Chart e la 3 della MegaCharts (Paesi Bassi). L'album riceve infine una nomination al Mercury Prize.
Nel giugno 2013 si esibisce al Glastonbury Festival.

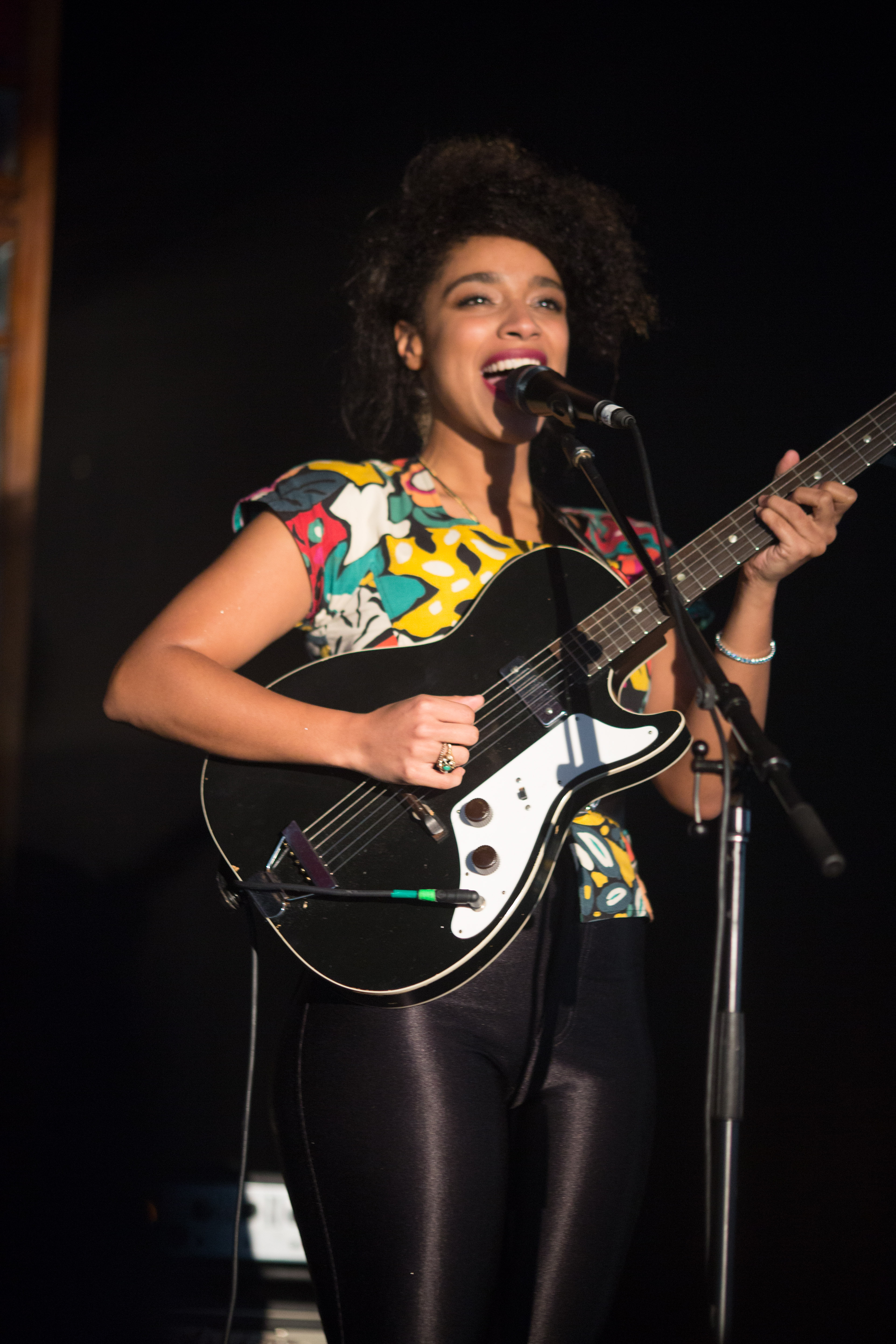
Lianne La Havas in concerto nel 2013

Nell'aprile 2015 pubblica il singolo Unstoppable, scritto con Paul Epworth. Il suo secondo album Blood esce invece il 31 luglio 2015: il disco è frutto di un viaggio in Giamaica che ha visto Lianne riscoprire le proprie radici e i suoni della sua terra ed è prodotto dallo stesso Paul Epworth, da Mark Batson e da Stephen McGregor.

## Discografia

### Album in studio
- 2012 – Is Your Love Big Enough?
- 2015 – Blood
- 2020 – Lianne La Havas

### EP
- 2011 – Lost & Found
- 2012 – Forget